# Герб Британських Віргінських Островів

Герб Британських Віргінських островів

Герб Британських Віргінських островів був затверджений у 1960 році.
На щиті зображено одягнену в біле дівчину із запаленим каганцем. Навколо на зеленому полі додатково 11 палаючих ламп. Це символізує святу Урсулу, адже Христофор Колумб у 1493 році назвав острови на її честь.
Напис латиною «Будемо пильними!»